# Endolithe

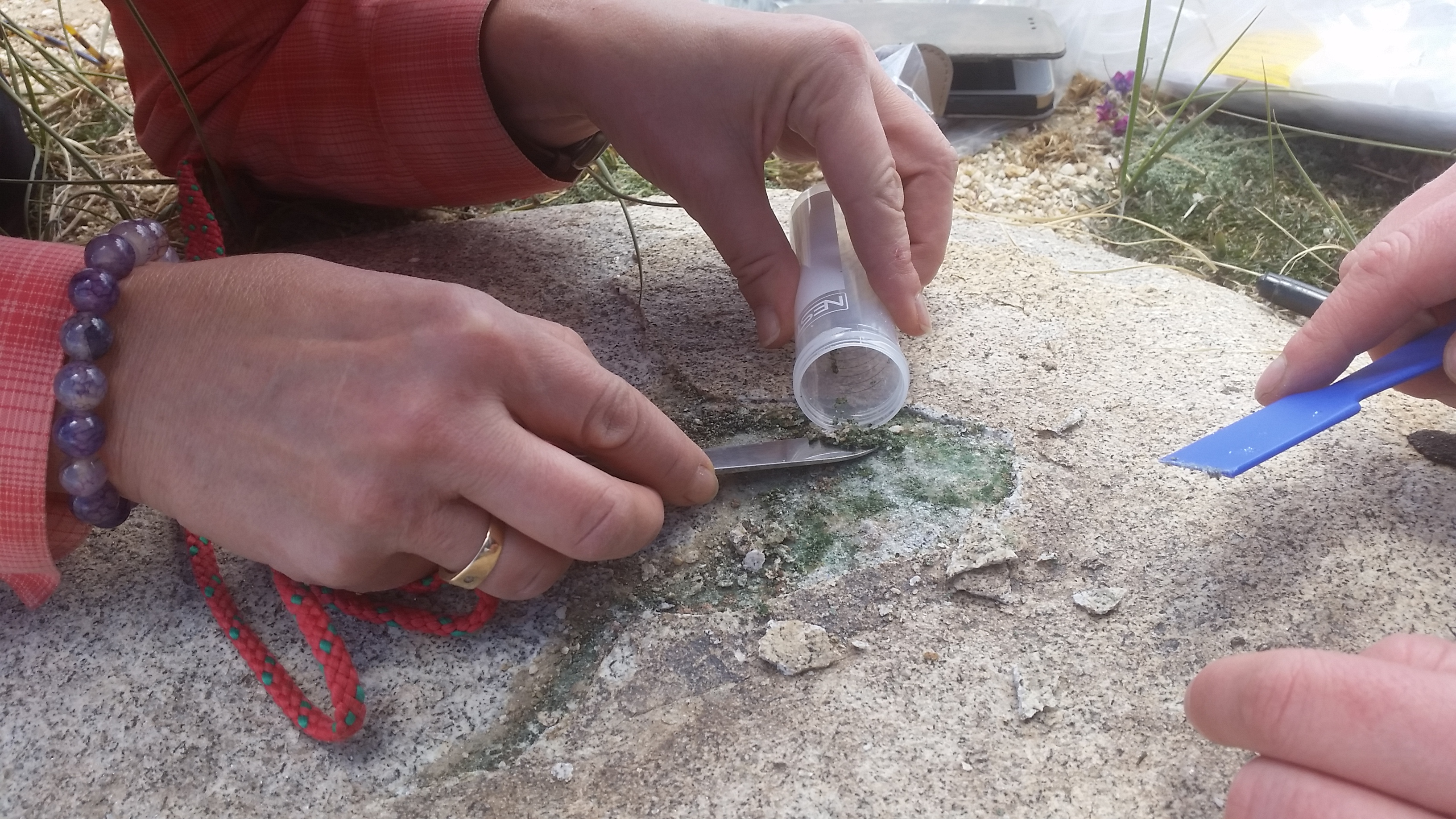
Prélèvement de cyanobactéries endolithiques dans du granite.

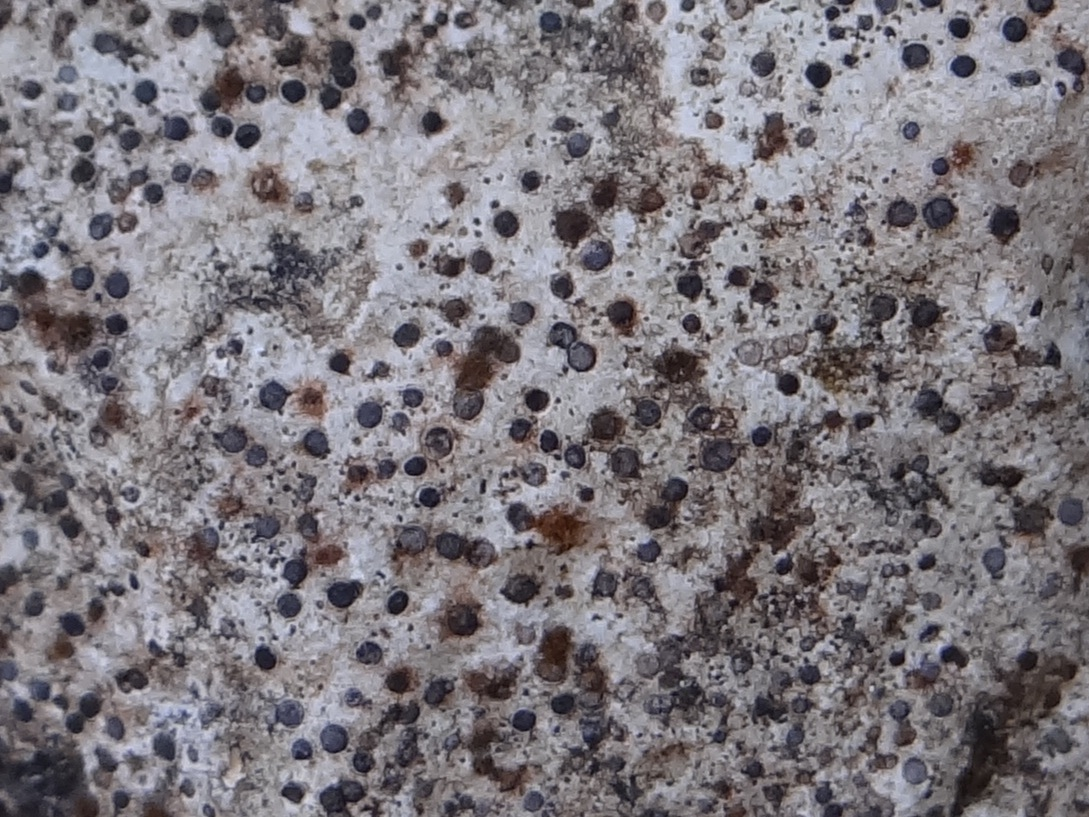
' est un lichen à thalle endolithique non visible en surface, qui se repère à ses « fructifications » épithallines (apothécies de diamètre 0,5 à 1,5 mm, à rebord noir et à disque recouvert d'une pruine bleuâtre).

Un endolithe est un organisme vivant au sein de roches, dans leurs pores, leurs fissures ou entre les grains minéraux qui la constituent, participant à la biométéorisation de ces roches dont il tire son alimentation. Les micro-organismes endolithiques peuvent être des archées, des bactéries et cyanobactéries, des microchampignons ou lichens, des algues voire des amibes. 

Par extension, on nomme aussi endolithes les micro-organismes  qui vivent dans le corail et des coquilles animales.
Les endolithes sont souvent des organismes extrêmophiles trouvés dans des endroits longtemps supposés inhospitaliers pour la vie. Parce qu'ils sont adaptés au manque d'eau, au gel et aux écarts extrêmes de température, ils intéressent les astrobiologistes, qui ont théorisé de possibles environnements endolithiques sur Mars et d'autres planètes,. 
On a récemment montré que certaines bactéries cyanophycées endolithes peuvent produire de l'oxygène par photosynthèse si la roche est assez transparente, et qu'elles peuvent aussi produire du méthane.

## Sous-classification
Les géobiologistes distinguent : 

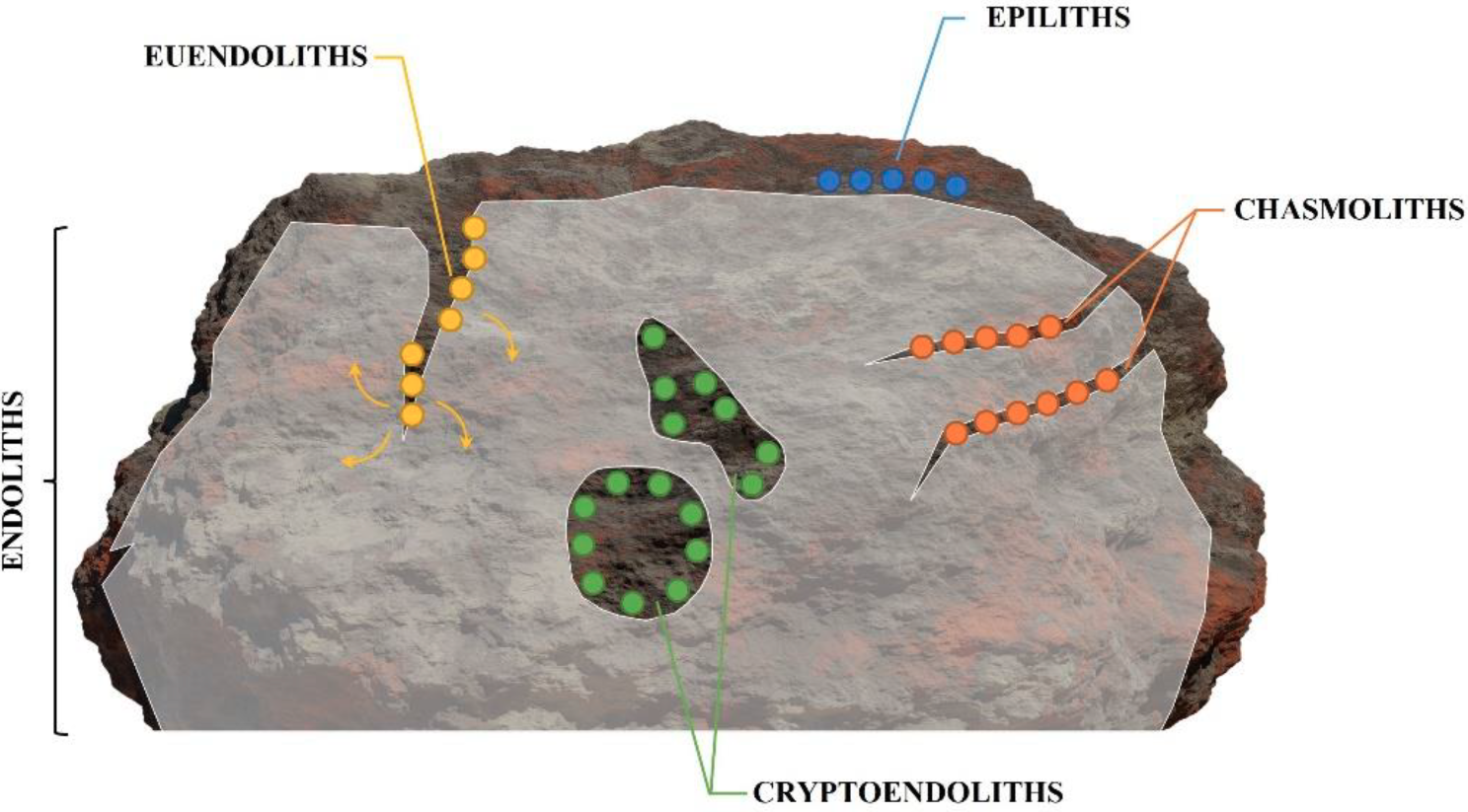
Types d'organismes endolithiques colonisant un substrat rocheux cohérent, friable ou meuble.

- des chasmoendolites ou chasmolites, vivant dans des fissures ;
- des cryptoendolites, vivant dans des cavités, et
- des euendolithes qui creusent dans la roche.

Les espèces épilithes se développent à la surface du substrat rocheux.
Cette distinction n'est pas toujours évidente, si bien qu'il est parfois fait mention d'espèces à thalle hémi-endolithique (à la fois endolithique et épilithique).

## Environnements
Des endolithes ont été découvertes en milieu terrestre et marin, des pôles aux montagnes en passant par les déserts, et jusqu'à 3 kilomètres de profondeur, et il pourrait en exister plus profondément,. 
Là, la pression due à la  profondeur et l'exposition à des métalloïdes et métaux lourds toxiques et à des conditions acides semble être une menace moins importante que l'augmentation de la température. Mais on connait des organismes hyperthermophiles encore capables de se reproduire  à environ 120 °C (souche 121). Si c'est une limite absolue, il ne devrait plus y avoir de vie bactérienne à partir de 4-4,5 km sous la croûte continentale et à 7 ou 7,5 km sous le plancher océanique. 
Certains de ces organismes résistent à la rareté de l'eau et à des températures très basses (psychrophiles), par exemple dans des vallées sèches de déserts, en haute montagne ou dans le pergélisol de l'Antarctique, des Alpes ou des montagnes Rocheuses,.

## Survie
Sur la surface (ou subsurface) terrestre, des endolithes photosynthétiques ont également été découverts dans de roches assez translucides ou diffusantes pour laisser passer un peu de lumière.
Ils peuvent survivre en exploitant les traces d'humidité, de fer, de potassium ou de soufre ainsi que de carbone de leur environnement (Voir lithotrophe). Ils pourraient métaboliser directement des nanoparticules issues de la roche environnante, et/ou sécréter un acide et la dissoudre. 
Les endolithes peuvent avoir une croissance très lente ; de premières données suggèrent que certains ne s'engagent dans la division cellulaire qu'une fois tous les cent ans. En août 2013, des chercheurs ont trouvé des endolithes dans le plancher océanique, datant peut-être de plusieurs millions d'années et qui pourraient ne se reproduire qu'une fois tous les 10 000 ans. La majeure partie de leur énergie serait consacrée à la réparation des dommages cellulaires causés par les rayons cosmiques ou la racémisation. Ils survivraient ainsi à de longues périodes glaciaires, réémergeant quand la température dans la région se réchauffe.
Des forages océaniques ont mis au jour des traînées microscopiques dans le basalte des fonds de l'océan Atlantique, de l'océan Indien et du Pacifique qui contiennent de l'ADN,.

## SLiME
La plupart des endolithes sont autotrophes (ils peuvent générer à eux seuls des composés organiques essentiels à leur survie à partir de matières inorganiques). Certains se sont spécialisés dans l'alimentation de leurs parents autotrophes. Le micro-biotope où ces différentes espèces endolithiques vivent ensemble a été appelé un écosystème microbien lithoautotrophique souterrain (ou SLiME pour  Subsurface Lithoautotrophic Microbial Ecosystem).

## Champignons et algues endolithiques dans les écosystèmes marins
On sait encore peu de choses sur le nombre et la répartition des champignons endolithiques marins et sur leur biodiversité. Il est possible qu'ils jouent un rôle important dans la santé des récifs coralliens.
Deux naturaliste sphycologistes français (Edouard Bornet et Charles Flahault) en ont trouvé dans des coquilles dès 1889. Ils en ont décrit deux espèces : Ostracoblabe implexis, Lithopythium gangliiforme. 
George Zembrowski a aussi trouvé des champignons endolithiques tels que Dodgella priscus et Conchyliastrum dans le sable de plage de l'Australie. Les récifs coralliens en contiennent aussi, qui s'avèrent à certains moments, bénéfiques pour leurs hôtes coralliens.
Dans le sillage du blanchissement des coraux, des études ont suggéré que les algues endolithiques situées dans le squelette calcaire du corail pourraient aussi aider à la survie des espèces de coraux en leur fournissant une autre source d'énergie ou de nutriments. Le rôle des champignons endolithiques semble aussi important pour les récifs coralliens, mais il est moins étudié que la symbiodinia endosymbiotique.
Astrid Gunther a décrit des endolithes de l'île de Cozumel (Mexique) comprenant des algues et des champignons, mais aussi des cyanobactéries, de nombreux autres microbes et même des éponges.

## Parasitisme endolithique
Jusqu'aux années 1990, les endolithes phototrophes étaient considérés comme bénins, mais il existe en Afrique du Sud des cas d'endolithes phototrophes (cyanobactéries principalement) ayant infesté les coquilles de 50 à 80 % des populations semi-hauturières de la moule Perna perna. Les coquilles se fragilisent (leur taux d'épaississement est plus rapide dans les zones plus infestées, mais il ne suffit pas à empêcher la dégradation de la coquille.

## Champignons endolithiques et extinction massive des dinosaures du Crétacé
Des traces fossiles de champignons endolithiques « en forme d'aiguille, de ruban et de filaments » ont été découvertes dans une coquille d’œuf de dinosaure (au centre de la Chine). Les champignons se fossilisent très mal et quand ils sont préservés, il peut être difficile de distinguer les hyphes endolithiques des cyanobactéries ou d'algues endolithiques. Les microbes endolithiques peuvent cependant être distingués en fonction de leur distribution, de leur écologie et de leur morphologie. 

Selon une étude de 2008, des champignons endolithiques auraient pu dégrader des coquilles et entrainer une incubation anormale des œufs, ce qui pourrait avoir contribué à l'extinction des dinosaures. Cela pourrait aussi avoir permis la conservation d’œufs morts dont contenant des embryons.

## Bactéries endolithes et méthane
Récemment des cyanobactéries endolithiques Chroococcidiopsis se sont aussi montrées capables de produire du méthane (CH4) et ce, de jour comme de nuit, confirmant que des cyanophycées peuvent produire du méthane à partir de sols oxiques ou de roches poreuses, ce qui était jusqu'alors considéré comme impossible. 